# Vincent Peirani
Pour les articles homonymes, voir Peirani.
Vincent Peirani, né le 24 avril 1980 à Nice, est un accordéoniste, clarinettiste, arrangeur musical et compositeur français. Il se consacre essentiellement au jazz contemporain, mais ses nombreuses participations et enregistrements le conduisent aussi vers les univers de la musique classique, de la chanson française, du thrash metal, du tango, ou de la musique macédonienne. En 2013, il est lauréat du prix Django-Reinhardt (musicien de l'année),.

## Parcours musical
Sous l'influence de son père musicien, Vincent Peirani commence l'accordéon à l'âge de onze ans. À douze ans, il entre au conservatoire de Nice où il commence une formation en musique classique et apprend à jouer de la clarinette. Il remporte trois premiers prix à la clarinette classique, en solfège et en analyse musicale.
Entre 1994 et 1998, il gagne d'importants concours internationaux d’accordéon classique : concours international de Klingenthal (Allemagne), concours international de la CMA à Reinach (Suisse), concours international de Castelfidardo et Trophée mondial à Cassino (Italie), après lesquels il commence à se produire dans de nombreux festivals à travers l’Europe en tant que soliste (festival de Bayreuth, festival de Salzbourg, Vienne, Rome, Stockholm, Trossingen). Puis il remporte le premier prix en accordéon classique au Conservatoire national supérieur de musique et de danse de Paris en 1996.
Vincent Peirani s'installe à Paris où il rencontre des musiciens comme Daniel Humair et découvre une nouvelle palette de possibilités musicales incluant la musique classique contemporaine, la chanson et le jazz.

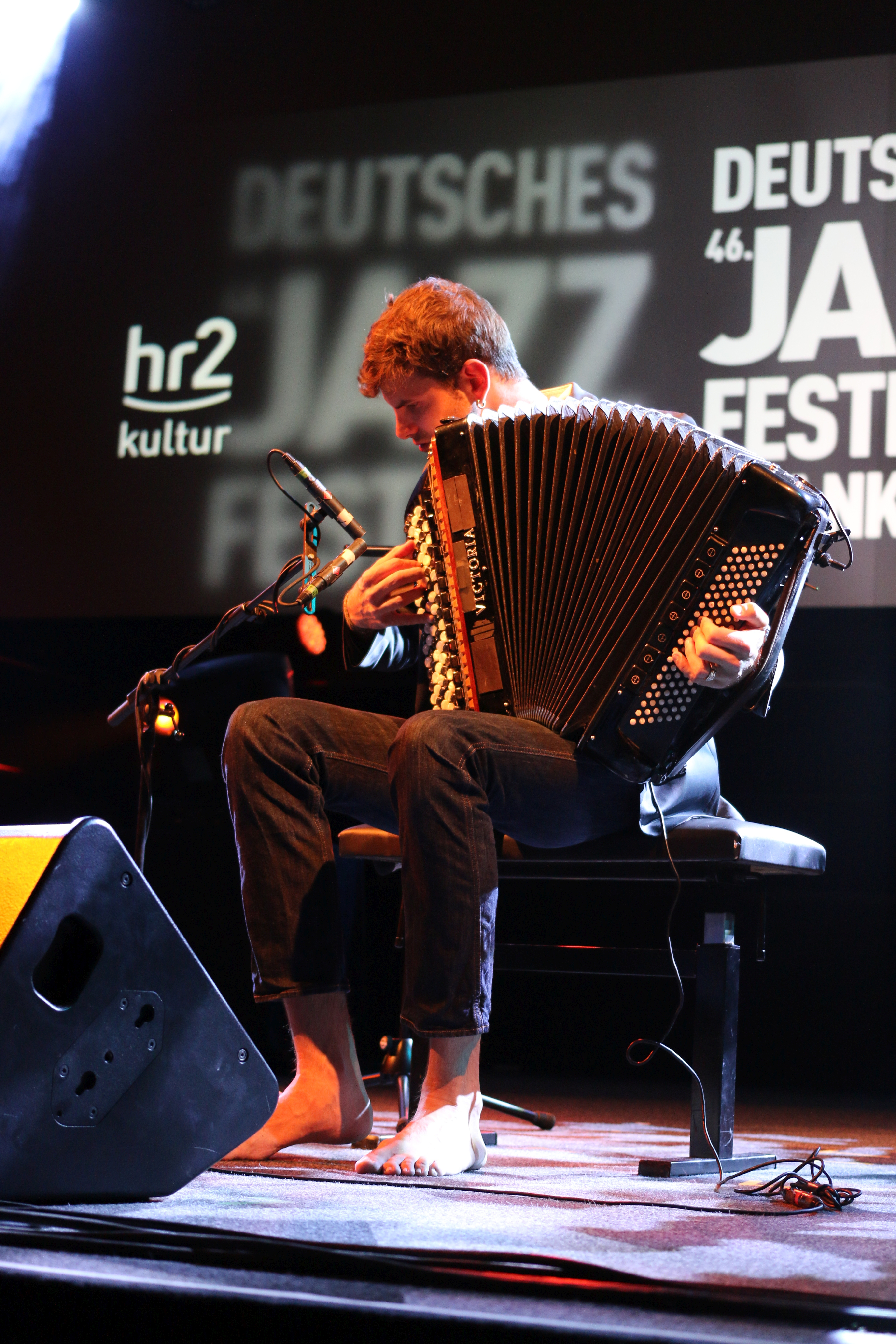
Vincent Peirani en concert au Deutsches Jazz Festival de Francfort en 2015.

En 2000, il s'oriente vers le jazz et obtient très vite un premier prix de jazz et un premier prix de solfège et harmonie jazz. En 2001, il intègre le département Jazz et musiques improvisées du CNSMD de Paris où il étudie avec Daniel Humair, Dré Pallemaerts, Hervé Sellin, Patrick Moutal (en musique indienne), François Théberge, Riccardo Del Fra, et Glenn Ferris. Il en ressort avec un premier prix en juin 2004, après avoir remporté le premier prix d'orchestre du concours national de jazz de la Défense avec le saxophoniste Vincent Lê Quang en 2003.
Dès lors, il commence à se produire comme compositeur et soliste aux côtés de nombreux musiciens de jazz : Marcel Azzola, Jean-Paul Céléa, Bruno Chevillon, Manu Codjia, Denis Colin, Médéric Collignon, Vincent Courtois, Laurent Dehors, Thomas de Pourquery, Minino Garay, Renaud Garcia-Fons, Yaron Herman, Stéphane Huchard, Daniel Humair, François Jeanneau, Sylvain Luc, Christophe Monniot, Youn Sun Nah, Émile Parisien, Dominique Pifarély, Michel Portal, Louis Sclavis, Éric Serra, Samuel Strouk, Henri Texier, Ulf Wakenius, Louis Winsberg, Daniel Zimmerman, André Minvielle, Simon Tailleu.
Dans la chanson française, la musique classique ou les musiques du monde, Vincent Peirani se produit aux côtés de Roberto Alagna, Le Cirque des Mirages, la chanteuse Serena Fisseau, Mireille Delunsch, Antonio Kiko Ruiz, Laurent Korcia, Lansana Kouyaté, Art Mengo, François Salque, Sanseverino, Cheick Tidiane Seck, ou le groupe folk Les Yeux Noirs (musique des Balkans).
Il participe aux groupes de Youn Sun Nah, Daniel Humair (Sweet & Sour), Michel Portal, Serena Fisseau.
Vincent Peirani monte également ses propres projets :
- L'ébruiteur (en solo),
- avec le saxophoniste Émile Parisien en duo,
- avec le clarinettiste, bandonéoniste Michel Portal en duo,
- avec Michael Wollny (p) et Michel Benita (b), projet Thrill Box,
- avec le violoncelliste classique François Salque en duo,
- avec Émile Parisien, Yoann Serra, Tony Paeleman et Julien Herné, le quintet Living Being,
- avec la chanteuse franco-indonésienne Serena Fisseau, le quintet pop-world Séjalan.
- avec le guitariste italien Federico Casagrande et le batteur israëlien Ziv Ravitz, le trio Jokers[6].
- avec Émile Parisien, et le duo Ballaké Sissoko - Vincent Ségal, le quartet Les Égarés.[7]

## Récompenses
- 2014 : Victoires du jazz dans la catégorie Révélation instrumentale française de l’année (prix Frank Ténot)
- 2015 : Victoires du jazz dans la catégorie Artiste ou formation instrumentale française de l'année
- 2020 : Coup de cœur Jazz et Blues de l'académie Charles-Cros pour Abrazo, avec Émile Parisien, proclamé le 5 février 2021, dans l’émission Open Jazz d’Alex Dutilh sur France Musique[7].
- 2024 : Victoire du jazz du concert de l'année pour « Les Égarés » de Ballaké Sissoko, Vincent Ségal, Émile Parisien et Vincent Peirani[8]

## Discographie

### Comme leader ou co-leader
- 2008 : Mélosolex, Label Ouïe / Anticraft distribution
- 2009 : Gunung Sebatu avec Vincent Lê Quang (saxophone), Zig-Zag Territoires
- 2011 : Est avec François Salque (violoncelle)[6], Zig-Zag Territoires
- 2013 : Tango avec Quatuor Caliente, François Salque, Astoria et Ensemble Contraste / Zig-Zag Territories
- 2013 : Tanguillo avec François Salque et Tomas Gubitsch, Zig-Zag Territoires
- 2013 : Thrill Box[9] avec Michael Wollny (p) et Michel Benita (b), ACT
- 2013 : SWR NewJazz Meeting 2013 avec Emile Parisien et Mathias Eick / Jazzhaus
- 2014 : Belle Epoque[10] avec Émile Parisien (ts), ACT
- 2015 : Accordion Night (Jazz at Berlin Philharmonic Orchestra IV), ACT
- 2015 : Living Being[11] avec Émile Parisien (cl, ts), Yoann Serra (d), Tony Paeleman (Fender Rhodes), Julien Herné (elb), ACT
- 2016 : Living Being Extended avec Émile Parisien (cl, ts), Mathias Eick (tp), Leïla Martial (voc), Yoann Serra (d), Tony Paeleman (Fender Rhodes), Julien Herné (elb), SWR JazzHaus
- 2016 : Tandem avec Michael Wollny (piano), ACT
- 2017 : Out of Land avec Émile Parisien, ACT
- 2018 : Living Being II – Night Walker,[12] ACT
- 2020 : Abrazo[13] avec Émile Parisien, ACT
- 2022 : Jokers[14] avec Federico Casagrande et Ziv Ravitz chez ACT (label)
- 2023 : Les Égarés, avec Émile Parisien, Ballaké Sissoko et Vincent Ségal, chez Nø Førmat![7]

### Participations
- 2002 : Les Yeux Noirs, Live (EMI/Odéon)
- 2003 : The European Union Jazz Youth Orchestra, European Jazz Orchestra 2003, Music Mecca
- 2003 : Youn Sun Nah, Down By Love, HUB Music/Warner EMI Korea
- 2003 : Lansiné Kouyaté et David Neerman, Kangaba, Popcornlab
- 2004 : Sophie Forte, Sophie Forte, Niark Productions
- 2005 : Le Cirque Des Mirages, Fumée d'Opium, Universal Music
- 2005 : Marie-Amélie Seigner, Merci pour les fleurs, Symbolic
- 2006 : Jean-Philippe Muvien, Air Libre, Allgorythm
- 2006 : Muriel Bloch et Éric Slabiak, Carte postale des Balkans, Naïve
- 2006 : Muriel Bloch et Éric Slabiak, Orphée Dilo et autres contes des Balkans, Naïve
- 2007 : Yves Simon, Rumeurs, Universal / Barclay
- 2007 : Olivier Calmel, Empreintes, Musica Guild
- 2007 : Les Yeux Noirs, Oprescena, ZZT
- 2007 : Hadrien Féraud, Hadrien Féraud, Dreyfus Records
- 2008 : Sanseverino, Sanseverino aux Bouffes du Nord, Sony / BMG
- 2009 : Mike Ibrahim, La Route du Nord, Universal / Polydor
- 2009 : Laurent Korcia, Cinéma, EMI
- 2009 : David Sire, David Sire, Sélénote
- 2010 : Livre disque pour enfants Mon imagier des amusettes, Tomes 1 et 2, Gallimard
- 2010 : Les Yeux Noirs, Tiganeasca, Zig-Zag Territoires
- 2010 : Roberto Alagna, Live à Nîmes (DVD), Universal Music
- 2011 : Bénabar, Les Bénéfices du doute
- 2012 : Ulf Wakenius, Vagabond, ACT Music
- 2012 : Daniel Humair, Sweet & Sour, Laborie
- 2013 : Serena Fisseau, D'une île à l'autre, Naïve Records
- 2013 : Gaël Faye, Pili-Pili sur un croissant au beurre, Universal Music
- 2013 : Thiefs, Melanine Harmonic Recordings
- 2013 : Youn Sun Nah, Lento, ACT Music
- 2013 : Richard Bona, Bonafied, Universal Jazz
- 2013 : Journal Intime, Extension des feux, Neuklang Records
- 2013 : Stromae, Racine Carrée, Mercury Records
- 2014 : Musique du générique de Bon Rétablissement !, un film de Jean Becker
- 2014 : Les Salons de Musique avec Émile Parisien & 24 plus / Outthere
- 2016 : Pop in Jazz Vol.1 avec Youn Sun Nah, Yaron Herman, Vijay Iyer & 33 plus / Wagram
- 2016 : Sfumato (sur les titres numéros 03 à 05 et 09) avec Émile Parisien (saxophone ténor et soprano), Joachim Kühn (piano), Manu Codjia (guitare), Simon Tailleu (contrebasse), Mario Costa (batterie) et Michel Portal (clarinette basse) ACT
- 2017 : Cool Jazz 2017 avec Youn Sun Nah & 90 plus, Wagram
- 2017 : Accordéons-nous avec Roland Romanelli, Agnès Jaoui, Anne Sila, Arcadian, Catherine Ringer, Elodie Frégé, Florent Mothe, Joyce Jonathan, Olivia Ruiz, Sylvain Duthu, Tryo et Zaza Fournier / Polydor
- 2018 : Itinéraire avec le Quatuor Voce, Kinan Azmeh, Kevin Seddiki, Vincent Ségal et Gabriel Sivak / Alpha
- 2018 : Debussy… et le jazz, avec Franck Tortiller, Jacky Terrasson, Jean-Louis Rassinfosse, Jean-Philippe Collard-Neven et le Quatuor Debussy / Harmonia Mundi
- 2020 : Wolfgang Haffner, Kind of Tango, ACT
- 2020 : Twins avec le Collectif La Boutique et Fabrice Martinez, La Boutique / L'autre distribution
- 2020 : Les Correspondances de Christophe Panzani quatuor voce arte combo
- 2022 : Adjusting[15] de Arnaud Dolmen chez Gaya Music Production Distribué par L'Autre Distribution

## Filmographie
- 2017 : Barbara — Vincent Peirani incarne Roland Romanelli.